# クリスティアン・コップ

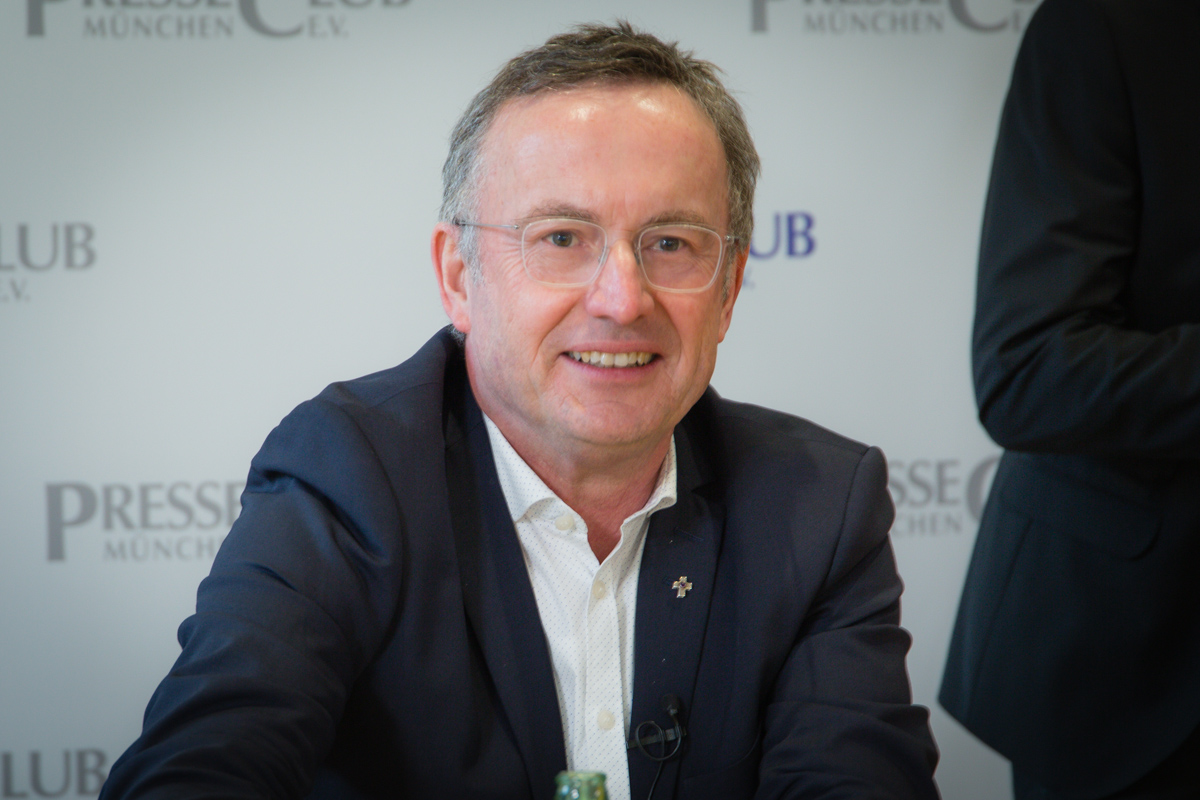
クリスティアン・コップ (2024)

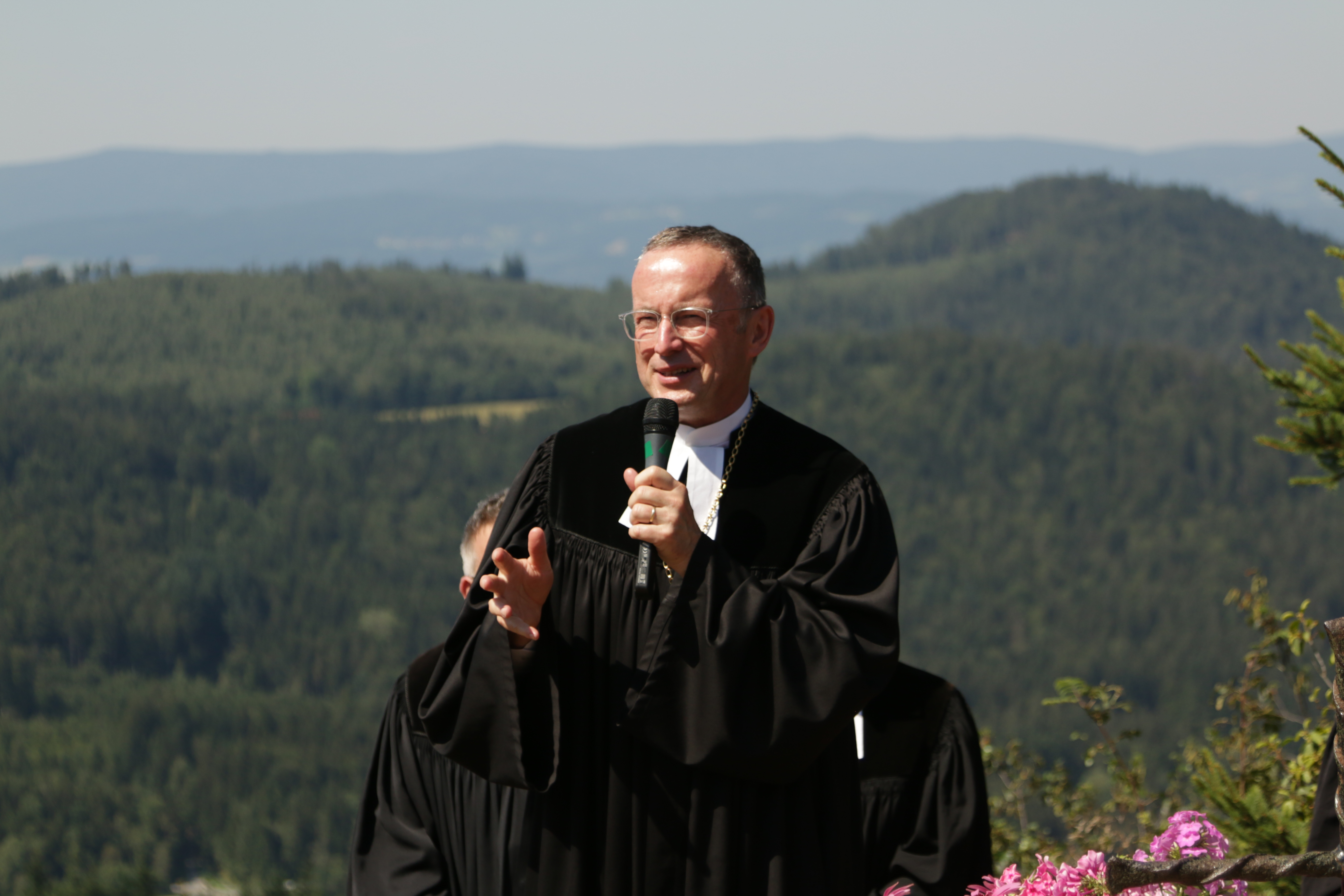
クリスティアン・コップ (ボーデンマイス・ジルバーベルク山における2024年野外礼拝)

クリスティアン・コップ （ ドイツ語:  Christian Kopp , 1964年 10月15日 バイエルン州 レーゲンスブルク -)はドイツのルター派福音主義教会牧師 。2023年3月30日、バイエルン福音ルター派教会 監督に選出された。2023年10月29日、ニュルンベルク聖ローレンツ教会での記念礼拝で州教会監督に就任し、 2023年10月31日、バイエルン州教会監督としての職務を開始した。

## 家族
クリスティアン・コップは1964年にレーゲンスブルク地区長の息子として生まれ、ニュルンベルガー・ラント郡ルンメルスベルクとガルミッシュ＝パルテンキルヒェンで成長した。クリスティアン・コップは既婚者であり、妻のユリア・リッター＝コップはニュルンベルク聖ヨハネス教会の牧師である。この夫婦には1人の娘と孫が2人いるが、1人は2021年に自殺している。

## 経歴
クリスティアン・コップはミュンヘン大学、エアランゲン大学、ベルン大学、テュービンゲン大学福音主義神学部で福音主義神学を学んだ。1991年から1993年までニュルベルク＝メゲルドルフで牧師補として働き、第2次神学試験合格後、ニュルンベルクでバイエルン福音ルター派教会牧師に採用された。2000年からローゼンハイム地区長ハンナ・ヴィルトと共に州教会コミュニケーション活性化プロジェクトを担いながら、ルンメルスベルク教会共同体研修所を率いた。
2003年から2012年まで、ニュルベルク＝クラフツホーフにある聖ゲオルク教会牧師、2013年9月から2019年まで南ニュルベルク地区長、2019年12月1日、コップはスザンネ・ブライト＝ケスラーの後任として、ミュンヘン教会管区地域監督と州教会評議員に就任した。彼は150の地域教会共同体と約50万人の信徒を率いることになった。2023年3月30日に開催されたバイエルン福音ルター派教会総会州教会監督選挙において7回目の投票で、当選に必要な支持票を獲得してクリスティアン・コップは州教会監督に選出された。6回目の州教会監督選挙までの対立候補はニーナ・ルボミルスキであったが、2人とも過半数を得ることができなかった。 そのため、一時的であったが州教会監督選挙が中断された  2023年10月31日、クリスティアン・コップはハインリヒ・ベッドフォード＝ストロームの後任として、バイエルン州教会監督に就任した。